# خانه فون بوک
خانه فون بوک (به انگلیسی: Von Bock House) یک خانه در تارتو، استونی است که در سال ۱۷۸۰ تا ۱۷۸۶ ساخته شده‌است. این خانه که متعلق به دانشگاه تارتو است پس از آتش‌سوزی بزرگ تارتو ساخته شده‌است. خانه فون بوک به دلیل نقاشی دیواری از ساختمان اصلی دانشگاه تارتو شناخته می‌شود.

## نگارخانه

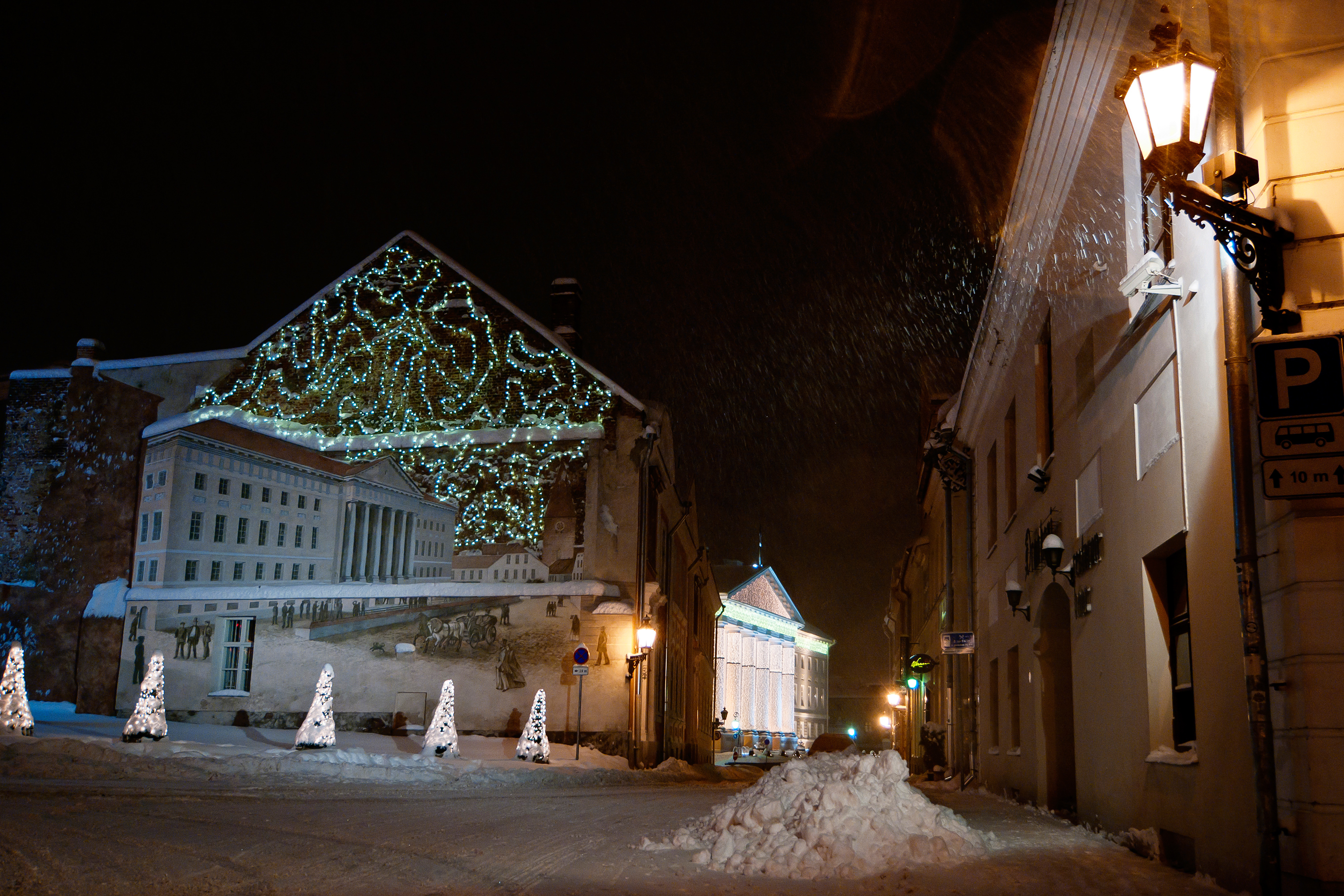
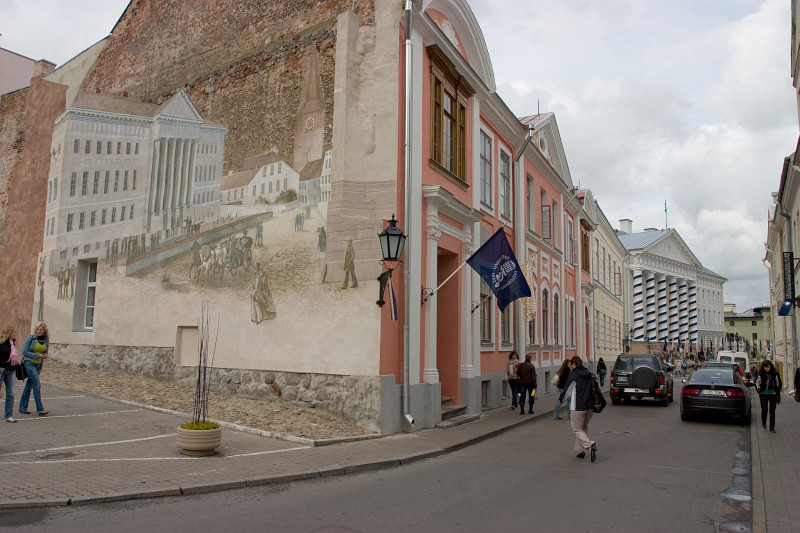
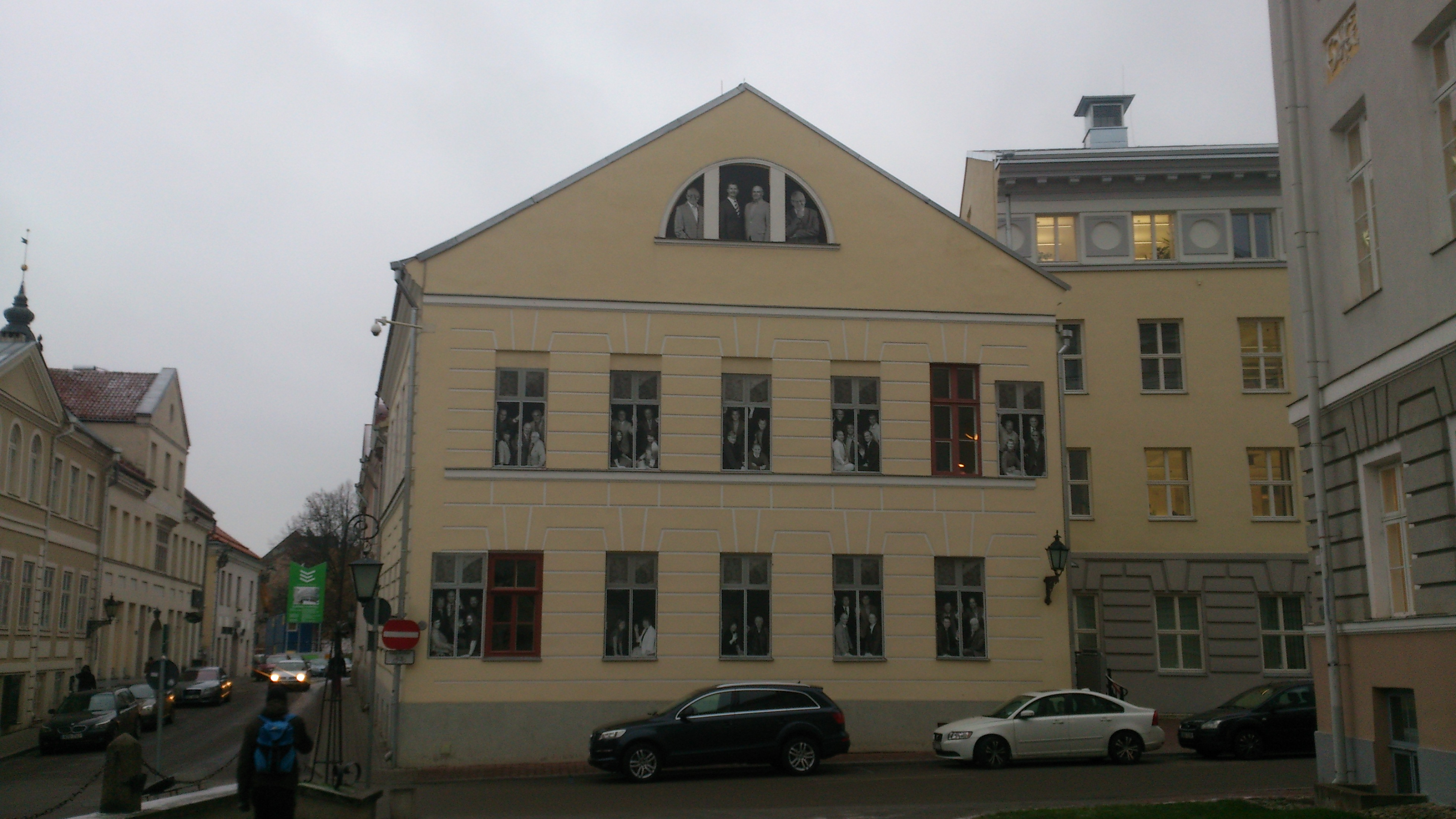